# Jules Desneux
Jules Desneux (20 avril 1885 à Bruxelles - 4 janvier 1962 à Bruxelles) est un entomologiste, dermatologue, historien de l'art et numismate franco-belge. Il se spécialise dans l'étude des termites et s'intéresse également aux coléoptères termitophiles et myrmécophiles, notamment les Paussinae. Il fut parmi les premiers à utiliser la radiologie pour étudier la structure des nids de termites.

## Biographie
Desneux est né à Bruxelles dans une famille d'artisans d'origine française. Son père était ébéniste et designer. Il a étudié les sciences humaines à l'Athénée royal d'Ixelles à partir de 1896 et à l'âge de 17 ans a rencontré Auguste Lameere et s'est renseigné sur les termites et a examiné certaines collections d'Afrique qui ont abouti à un article en 1902. En 1903, il a rejoint l'Université libre de Bruxelles et diplômé en médecine en 1910 spécialisé en dermatologie à Paris. Il enseigne la dermatologie à l'Université de 1911 à 1918 puis travaille à l'hôpital général de Bruxelles. Desneux était membre de la Société royale d'entomologie de Belgique depuis 1902,.
Desneux a collectionné des pièces de monnaie et en 1930, il a décrit la monnaie grecque antique et a été membre de la société de numismatique, dont il a été le président de 1955 à 1957 et de nouveau de 1958 à 1961. Il s'est particulièrement intéressé à monnaies avec marquages de symboles d'insectes. Il s'intéressait également à l'investigation artistique et utilisait la photographie infrarouge pour examiner les dessins cachés sous les peintures de Jan van Eyck.
En examinant une restauration de La Vierge au chanoine Van der Paele de van Eyck, Desneux a noté que certaines lésions cutanées sur la lèvre inférieure avaient été repeintes. Il avait diagnostiqué l'état à partir d'une photographie pré-restauration comme une plaque kératosique, un carcinome épidermoïde malin potentiel pour lequel un dermatologue aurait prescrit une biopsie diagnostique.

## Publications
- Rigueur de Jean van Eyck, Éditions des Artistes, 1951, 76 p.